# Torneo de Honolulu 2017
El Hawái Open 2017 fue un torneo de tenis profesional jugado en interiores canchas duras. Se trató de la segunda edición del torneo que formó parte de la serie WTA 125s 2017, con un total de 115.000 dólares en premios. Se llevó a cabo en Honolulu, Estados Unidos, desde el 20 hasta el 26 de noviembre de 2017.

## Cabeza de serie

### Individual femenino
| Tenista         | Ranking | Preclasificada |
| Shuai Zhang     | 36      | 1              |
| Su-wei Hsieh    | 84      | 2              |
| Evgeniya Rodina | 86      | 2              |
| Kurumi Nara     | 102     | 4              |
| Risa Ozaki      | 115     | 5              |
| Sachia Vickery  | 118     | 6              |
| Misaki Doi      | 121     | 7              |
| Xinyun Han      | 131     | 8              |

- Ranking del 13 de noviembre de 2017.

### Dobles femenino
| Tenista                                 | Ranking | Preclasificada |
| Han Xinyun Makoto Ninomiya              | 121     | 1              |
| Eri Hozumi Asia Muhammad                | 145     | 2              |
| Lesley Kerkhove Lidziya Marozava        | 149     | 3              |
| Usue Maitane Arconada Kaitlyn Christian | 412     | 4              |

## Campeonas

### Individual Femenino
Shuai Zhang venció a  Jang Su-jeong por 0-6, 6-2, 6-3

### Dobles Femenino
Hsieh Shu-ying /  Hsieh Su-wei vencieron a  Eri Hozumi /  Asia Muhammad por 6-1, 7-6(3)